# Huitième gouvernement de Croatie
 (août 2023).
Si vous disposez d'ouvrages ou d'articles de référence ou si vous connaissez des sites web de qualité traitant du thème abordé ici, merci de compléter l'article en donnant les références utiles à sa vérifiabilité et en les liant à la section « Notes et références ».
République de Croatie
VIIe IXe
Le huitième gouvernement de Croatie (Osma Vlada Republike Hrvatske) est le gouvernement de la République de Croatie entre le 30 juillet 2002 et le 23 décembre 2003, durant la quatrième législature de la Diète.

## Majorité et historique
Dirigé par le Premier ministre social-démocrate sortant Ivica Račan, ce gouvernement est constitué du Parti social-démocrate de Croatie (SDP), du Parti paysan croate (HSS), du Parti des libéraux-démocrates (Libra), du Parti populaire croate (HNS) et du Parti libéral (LS), qui disposent ensemble de 73 députés sur 151, soit 48,3 % des sièges de la Diète. Il bénéficie du soutien, sans participation, de l'Alliance de Primorje-Gorski Kotar (PGS), du Parti croate de Slavonie-Baranja (SBHS) et des représentants des minorités, qui réunissent ensemble 7 députés.
Il a été formé à la suite de la rupture de la coalition au pouvoir et succède au septième gouvernement de Croatie, également dirigé par Ivica Račan. En juillet 2002, le Parti social-libéral croate (HSLS) et la Diète démocratique istrienne (IDS) décident de se retirer de l'alliance au pouvoir. Cela conduit à la dissidence de neuf députés du HSLS qui fondent le Parti des libéraux-démocrates. Avec de tels changements dans sa majorité, le Premier ministre est alors contraint de constituer une équipe nouvelle.
Lors des élections législatives du 23 novembre 2003, le SDP, Libra et le LS forment une coalition électorale avec l'IDS, tandis que le HNS constitue sa propre alliance avec le PGS et le SBHS et que le HSS fait cavalier seul. Réunis, ils disposent, à la suite du scrutin, de 64 sièges, soit deux de moins que la seule Union démocratique croate (HDZ). Son président, Ivo Sanader, parvient à s'assurer de la participation du Centre démocratique (DC), du soutien du HSS, du Parti croate des retraités (HSU), du HSLS et des représentants des minorités. Fort d'une majorité parlementaire de 89 mandats sur 151, il constitue alors le neuvième gouvernement de Croatie.

## Composition

### Initiale (30 juillet 2002)
- Les nouveaux ministres sont indiqués en gras, ceux ayant changé d'attributions en italique.

| Portefeuille                                                                   | Nom | Nom                                  | Parti |
| ------------------------------------------------------------------------------ | --- | ------------------------------------ | ----- |
| Premier ministre                                                               |     | Ivica Račan                          | SDP   |
| Vice-Premier ministre                                                          |     | Goran Granić                         | Libra |
| Vice-Premier ministre                                                          |     | Ante Simonić                         | HSS   |
| Vice-Premier ministre                                                          |     | Slavko Linić                         | SDP   |
| Vice-Premier ministre Ministre de la Défense                                   |     | Željka Antunović                     | SDP   |
| Ministre des Finances                                                          |     | Mato Crkvenac                        | SDP   |
| Ministre de l'Économie                                                         |     | Ljubo Jurčić                         | SDP   |
| Ministre des Anciens combattants                                               |     | Ivica Pančić                         | SDP   |
| Ministre de la Culture                                                         |     | Antun Vujić                          | SDP   |
| Ministre de l'Agriculture et des Forêts                                        |     | Božidar Pankretić                    | HSS   |
| Ministre de la Mer, des Transports et des Communications                       |     | Roland Žuvanić                       | Libra |
| Ministre de l'Éducation et des Sports                                          |     | Vladimir Strugar                     | HSS   |
| Ministre du Travail et du Bien-être social                                     |     | Davorko Vidović                      | SDP   |
| Ministre de l'Intérieur                                                        |     | Šime Lučin                           | SDP   |
| Ministre des Affaires étrangères                                               |     | Tonino Picula                        | SDP   |
| Ministre de l'Intégration européenne                                           |     | Neven Mimica                         | SDP   |
| Ministre des Travaux publics, de la Reconstruction et de la Construction       |     | Radimir Čačić                        | HNS   |
| Ministre de l'Artisanat et des Petites et moyennes entreprises                 |     | Željko Pecek                         | HSS   |
| Ministre de la Protection de l'environnement et de l'Aménagement du territoire |     | Božo Kovačević (jusqu'au 18/07/2003) | Libra |
| Ministre de la Protection de l'environnement et de l'Aménagement du territoire |     | Ivo Banac                            | LS    |
| Ministre de la Santé                                                           |     | Andro Vlahušić                       | HNS   |
| Ministre de la Science et de la Technologie                                    |     | Gvozden Flego                        | SDP   |
| Ministre de la Justice, de l'Administration publique et des Affaires locales   |     | Ingrid Antičević-Marinović           | SDP   |
| Ministre du Tourisme                                                           |     | Pave Župan-Rusković                  | SDP   |
| Ministre sans portefeuille                                                     |     | Gordana Sobol                        | SDP   |